# Josep Aguilar i Fillol
Josep Aguilar i Fillol (Folgueroles, Corregiment de Vic, 1798 - Girona, 1854) fou un catedràtic de filosofia i teologia. Cursà el cicle filosòfic i la carrera eclesiàstica al Seminari de Vic. En 1818, essent col·legial del seminari, va defensar conclusions disputades i públiques de filosofia sota el padrinatge de Josep Vergés. La impremta que tenia a Vic Domènec Feyner va publicar aquell mateix any les conclusions d'Aguilar. Pel gener de 1824 va obtenir el batxillerat i la llicenciatura en teologia a la Universitat de Cervera. El mes següent es presentà als exàmens de doctorat, assolint aquest màxim grau. Poc després, i al llarg del curs 1823/1824, va ser nomenat catedràtic de filosofia del Seminari de Vic en substitució de Josep Errando Roca. Impartí teologia escolàstica de 1825 a 1828. Durant el curs 1828- 1829 guanyà la plaça de canonge penitencier de la catedral de Girona. Segons el programa de festes del Cíngol de Sant Tomàs de l'any 1854.